# 納比勒·費基爾
納比勒·費基爾（法語：Nabil Fekir，1993年7月18日—）是法國的職業足球運動員，司職攻擊中場或前鋒，現時效力阿聯酋職業足球聯賽球隊艾查捷拉。

## 俱樂部生涯
2013年7月30日，費基爾從里昂B隊升至正規隊，首場2013–14年歐洲冠軍聯賽外圍賽第三輪里昂對蘇黎世草蜢第一回合時擔任替補，里昂雖然最後以1-0擊敗草蜢，但費基爾沒有替補上場。8月28日，當2013–14年歐洲冠軍聯賽附加賽對皇家社會第二回合時，費基爾在下半場一開始後就替補雅辛·本齊亞上場，然而該場里昂以0-2遭皇家社會擊敗，3天後，在法甲對伊维恩時，費基爾成為先發隊員，首次在法甲出賽，該場里昂最後以2-1擊敗伊维恩。2014年4月27日，里昂在主場對巴斯蒂亞時，費基爾首次在法甲踢進第1球，並助攻亞歷山大·拉卡傑特1次，該場里昂最後以4-1擊敗巴斯蒂亞。在2013年至2014年賽季，費基爾共出賽16場，並踢進1球。
在2014年至2015年賽季，費基爾獲得更多的先發出賽機會。至3月19日被國家隊徵招時，費基爾共出賽25場，踢進11球，助攻7次。2015年5月17日，費基爾獲得法國國家職業足球員聯會年度最佳青年球員提名，並獲得該榮譽。費基爾同時在2015年賽季獲得人才雷達（Talent Radar）年度最佳中場與年度最佳球員兩項榮譽。
2015年8月19日，費基爾在里昂對康城時上演帽子戲法，助球隊以4-0擊敗康城。
2019年7月，貝迪斯宣布以1,975萬歐元成功簽下費基爾。
2024年8月30日，費基尔以600万欧元的转会费加盟阿聯酋職業足球聯賽球隊艾查捷拉。

## 國際賽生涯
費基爾在2014年曾替法國21歲以下國家足球隊出賽一場，同時在2015年受到阿爾及利亞的提名，希望他能參與阿爾及利亞對阿曼與卡達的兩場友誼賽。然而，費基爾放棄加入阿爾及利亞，轉而參與法國對巴西與丹麥兩場友誼賽。2015年3月26日，費基爾首次替國家隊出賽，在第74分鐘替換格里兹曼上場，然而法國最後以1-3輸給巴西。2015年6月7日，在法國於主場對比利時友誼賽時，費基爾首次踢進於國家隊的第1球，然而法國卻在主場法蘭西體育場以3-4輸給比利時。2015年9月4日，在法國於客場對葡萄牙友誼賽時，法國雖然以1-0獲勝，但費基爾因右膝蓋3條韌帶斷裂而中途退場，並且必須靜養6個月。
2016年8月25日，在因膝傷靜養後，費基爾再度回到國家隊，並隨隊準備於友誼賽對義大利，以及在2018年世界盃外圍賽對白俄羅斯。
2020年8月28日，侯賽姆·奧瓦爾2019冠状病毒病呈現陽性，歐洲國家聯賽對陣瑞典和克羅地亞的席位將由費基爾替代。

## 個人球風
法國總教練德尚在2015年3月徵招費基爾加入國家隊時，曾評他為具有強大潛力的球員，認為他能對球隊帶來不一樣的影響。他能扮演不一樣的角色，並能得分或幫助隊友得分。

## 生涯數據

### 球會
最後更新：2016年5月1日
| 球會 | 賽季      | 聯賽 | 聯賽 | 盃賽1 | 盃賽1 | 聯賽盃 | 聯賽盃 | 歐洲賽事2 | 歐洲賽事2 | 總計 | 總計 |
| 球會 | 賽季      | 出賽 | 進球 | 出賽  | 進球  | 出賽   | 進球   | 出賽      | 進球      | 出賽 | 進球 |
| ---- | --------- | ---- | ---- | ----- | ----- | ------ | ------ | --------- | --------- | ---- | ---- |
| 里昂 | 2013–2014 | 11   | 1    | 0     | 0     | 2      | 0      | 4         | 0         | 17   | 1    |
| 里昂 | 2014–2015 | 34   | 13   | 2     | 2     | 1      | 0      | 2         | 0         | 39   | 15   |
| 里昂 | 2015–2016 | 7    | 4    | 0     | 0     | 0      | 0      | 0         | 0         | 7    | 4    |
| 里昂 | 總計      | 52   | 18   | 2     | 2     | 3      | 0      | 6         | 0         | 63   | 20   |

1於法國盃出賽紀錄
2包括欧足联欧洲联赛與歐洲冠軍聯賽出賽紀錄

### 國際賽
數據統計至2018年7月15日
| 2015 | 5  | 1 |
| 2016 | 2  | 0 |
| 2017 | 3  | 0 |
| 2018 | 8  | 1 |
| 總計 | 18 | 2 |

### 國際賽進球
比數與結果左方數字代表法國
| 進球 | 日期          | 場館                   | 對手   | 比數 | 結果 | 賽事   |
| ---- | ------------- | ---------------------- | ------ | ---- | ---- | ------ |
| 1    | 2015年6月7日  | 法國聖但尼法蘭西體育場 | 比利时 | 2–4  | 3–4  | 友誼賽 |
| 2    | 2018年5月28日 | 法國聖但尼法蘭西體育場 | 愛爾蘭 | 2–0  | 2–0  | 友誼賽 |

## 榮譽

### 國家隊
法國
- 國際足總世界盃冠軍：2018年

### 個人
- 法國榮譽軍團勳章騎士級：2018年

## 外部連結
- 納比勒·費基爾在BDFutbol中的档案
- Soccerway資料庫：納比勒·費基爾